# Lomas del Pedregal, Michoacán de Ocampo
Lomas del Pedregal är en ort i Mexiko.   Den ligger i kommunen Sahuayo och delstaten Michoacán de Ocampo, i den centrala delen av landet, 400 km väster om huvudstaden Mexico City. Lomas del Pedregal ligger 1 593 meter över havet och antalet invånare är 107.
Terrängen runt Lomas del Pedregal är varierad. Runt Lomas del Pedregal är det ganska glesbefolkat, med 47 invånare per kvadratkilometer. Närmaste större samhälle är Sahuayo de Morelos, 6,5 km norr om Lomas del Pedregal. I omgivningarna runt Lomas del Pedregal växer huvudsakligen savannskog.